# Thorwald Jørgensen
Pour les articles homonymes, voir Jørgensen.
Thorwald Jørgensen (né en 1980 à Zaltbommel aux Pays-Bas) est un musicien classique néerlandais qui s'est spécialisé dans le thérémine, un instrument électroacoustique inventé en 1920.

## Biographie
Thorwald Jørgensen se forme aux percussions à partir de l'âge de 14 ans et commence à se produire avec des orchestres. Il se consacre à une carrière de musicien après avoir été diplômé du conservatoire d'Utrecht. Il découvre le thérémine en écoutant le travail de la virtuose Clara Rockmore, et commence alors ses recherches sur l'histoire de l'instrument et ses possibilités. Il se produit dans plus de cent concerts, et réalise une tournée aux États-Unis. En 2014 il se produit au festival d'Ottawa.
Il participe à la création de Sirenum scopuli du compositeur canadien Victor Herbiet à Rio en 2016. Il interprète en concert à San Francisco en 2018 ses propres compositions.
Il est considéré comme faisant partie des meilleurs interprètes du thérémine classique.